# Halbring (algebraische Struktur)
| Halbring |
| |
| berührt die Spezialgebiete |
| - Mathematik - Abstrakte Algebra - Gruppentheorie - Zahlentheorie                                                                   |
| |
| ist Spezialfall von |
| - Links-Halbring |
| |
| umfasst als Spezialfälle |
| - Boolesche Algebra - Dioid (m. E., siehe links) - Halbkörper - {\displaystyle (}natürliche Zahlen{\displaystyle ,+,\cdot )} - Ring |

Ein Halbring ist in der Mathematik die Verallgemeinerung der algebraischen Struktur eines Ringes, in der die Addition nicht mehr eine kommutative Gruppe, sondern nur noch eine kommutative Halbgruppe sein muss.
Halbringe werden ebenso mit nicht-kommutativer Addition sowie mit (absorbierender) {\displaystyle 0} und/oder {\displaystyle 1} definiert, die Definitionen in der Literatur sind nicht einheitlich.

## Definitionen

### Halbring
Ein Halbring (engl.: Semiring) ist eine algebraische Struktur {\displaystyle (H,+,\cdot )} mit einer (nichtleeren) Menge {\displaystyle H} und mit zwei zweistelligen Verknüpfungen {\displaystyle +\colon H\times H\to H} (Addition) und {\displaystyle \cdot \colon H\times H\to H} (Multiplikation), für die gilt:
1. {\displaystyle (H,+)} ist eine kommutative Halbgruppe.
2. {\displaystyle (H,\cdot )} ist eine Halbgruppe.
3. Es gelten die Distributivgesetze, d. h. für alle {\displaystyle a,b,c\in H} gilt

{\displaystyle (a+b)\cdot c=a\cdot c+b\cdot c}   sowie   {\displaystyle c\cdot (a+b)=c\cdot a+c\cdot b.}
Ist auch {\displaystyle (H,\cdot )} kommutativ, so spricht man von einem kommutativen Halbring.

### Nullelement
Besitzt ein Halbring {\displaystyle (H,+,\cdot )} ein neutrales Element {\displaystyle 0\in H} bezüglich der Addition, d. h.
{\displaystyle 0+a=a+0=a} für alle {\displaystyle a\in H,}
so nennt man dieses das Nullelement oder kurz die Null des Halbringes.
Die Null {\displaystyle 0} eines Halbringes heißt absorbierend (bezüglich der Multiplikation), falls
{\displaystyle 0\cdot a=a\cdot 0=0} für alle {\displaystyle a\in H.}
Ein Halbring {\displaystyle (H,+,0,\cdot )} mit einer absorbierenden Null heißt auch Hemiring.

### Einselement
Wenn ein Halbring ein neutrales Element {\displaystyle 1\in H} bezüglich der Multiplikation enthält, also
{\displaystyle 1\cdot a=a\cdot 1=a} für alle {\displaystyle a\in H,}
dann nennt man dieses das Einselement oder kurz die Eins des Halbringes.
Ein Hemiring {\displaystyle (H,+,0,\cdot ,1)} mit einer Eins {\displaystyle 1\neq 0} heißt auch Bewertungshalbring.

### Dioid
Ein Hemiring {\displaystyle (D,+,0,\cdot ,1)} mit Eins und idempotenter Addition wird als Dioid bezeichnet, d. h. bei einem Dioid sind {\displaystyle (D,+,0)} und {\displaystyle (D,\cdot ,1)} u. a. Monoide.

## Beispiele
- {\displaystyle (\mathbb {N} ,+,0,\cdot ,1)};
- {\displaystyle (\mathbb {Q} _{+},+,0,\cdot ,1)} ist sogar ein Halbkörper.
- {\displaystyle (\mathbb {R} \cup \{\infty \},\operatorname {min} ,\infty ,+,0)}, die sogenannte Min-Plus-Algebra;
- Für jede Menge {\displaystyle X} ist die Potenzmenge {\displaystyle ({\mathcal {P}}(X),\cup ,\emptyset ,\cap ,X)} ein Halbring.
- Allgemeiner ist jede Boolesche Algebra ein Halbring.
- Ist {\displaystyle H} ein Halbring mit 0 und 1, so bildet die Menge aller {\displaystyle n\times n}-Matrizen mit Einträgen aus {\displaystyle H} zusammen mit den naheliegenden Operationen darauf für Addition und Multiplikation einen Halbring mit 0 und 1.